# TÜV Süd
A TÜV Süd AG é uma empresa multinacional de serviços alemã com sede em Munique, especializada em ensaios técnicos de certificação. Em 2019 teve um faturamento de 2,5 bilhões de euros, com um efetivo de 24,5 mil funcionários. Presente em cinquenta países, a TÜV Süd tem mais de mil unidades na Alemanha, Europa, América e Ásia. Cerca de 41% das vendas são geradas fora da Alemanha.
Além de testes técnicos e consultoria de especialistas, possui também áreas de treinamento e certificação, atuando em serviços de inspeção geral, inspeção do sistema e testes de produtos. Alguns dos campos em que atua, estão os de energia, mobilidade, tecnologia de usinas, tecnologia de proteção contra incêndio, tecnologia ferroviária, usinas nucleares, proteção ambiental, tecnologia de construção e outros.

## História
Em 6 de janeiro de 1866, a empresa foi fundada em Mannheim, cuja atividade era a manutenção em caldeiras a vapor. Em 1874 foi registrada como "Associação de Inspeção de Caldeiras a Vapor da Baviera". Sua missão era "proteger as pessoas, o meio ambiente e a propriedade dos efeitos adversos da tecnologia", orientando as empresas contratantes sobre como operar os sistemas de maneira mais econômica e segura. A partir de 1899, a empresa passou a atuar também em usinas de eletricidade, depois de terem ocorrido alguns acidentes fatais. Motores diesel estacionários foram testados em 1906 e elevadores de passageiros um ano depois. Linhas de vapor remotas foram submetidas a inspeções regulares desde 1917. A proteção contra emissões de gases foi testada pela primeira vez em 1929. Os testes com veículos a motor foram realizados pela primeira vez na década de 1920. A partir de 1938, por decreto do governo, todas as empresas que atuavam em revisão receberam o nome de "Technischer Überwachungsverein" - TÜV ("Associação de Inspeção Técnica"). Terminada a Segunda Guerra Mundial, todas as associações foram dissolvidos pelas potências vitoriosas devido ao seu envolvimento nas estruturas do nacional-socialismo. A primeira nova fundação depois da guerra ocorreu na Baviera em 1947. Na década de 1950, o tráfego aumentou muito rapidamente com o início do desenvolvimento econômico da Alemanha e a empresa passou a atuar nessa área. No final da década de 1950, a energia nuclear e a proteção ambiental tornaram-se importantes campos de atividade para os engenheiros da TÜV. Desde o final dos anos 80 passaram também a atuar em testes de produtos e materiais, e certificação e garantia de qualidade. Em 1992 houve uma reestruturação, sendo criada a divisão TÜV Saxony. Em 1996, as divisões TÜV Südwest e TÜV Sachsen fundiram-se para formar a TÜV Süddeutschland. Em 1999, a divisão TÜV Hessen foi integrada, passando a ser acionista majoritário a TÜV Süd AG desde então. Em agosto de 2007, foi criada a TÜVtürk [en], uma joint venture da TÜV Süd com os parceiros turcos Doğuş Group [en] e Akfen Holding [en], com a missão de implementar uma inspeção veicular na Turquia. TÜV SÜD passou a atuar na inspeção de veículos elétricos em 2009, através da TÜV Hanse GmbH. No mesmo ano a empresa realiza o primeiro teste de colisão dinâmico do mundo para carros equipados com baterias de íon de lítio. Em 2010, realiza a primeira inspeção geral de um carro totalmente elétrico e emite a primeira certificação de um automóvel elétrico em toda a União Europeia.
Visando a expandir sua atuação em proteção de dados para e-commerce, foi criada em 2012 a TÜV SÜD Sec-IT, voltada para o desenvolvimento de novas soluções em empresas na chamada quarta revolução tecnológica.

## Controvérsias
Em 2010, um relatório da revista alemã Kontraste [de] revelou que os representantes da TÜV Süd tinham muita influência na supervisão nuclear no estado de Baden-Württemberg, no controle de usinas nucleares. Em uma entrevista com Oskar Grözinger, responsável pelo programa nuclear do estado, o repórter perguntou especificamente sobre os procedimentos de controle da usina nuclear de Philippsburg. Em seguida a entrevista foi encerrada abruptamente por dois funcionários da TÜV, que estavam presentes na entrevista. De acordo com o relatório, a TÜV Süd alcançava um faturamento de três dígitos anualmente por meio de controles de segurança em usinas nucleares. Ao considerar um possível desligamento das usinas devido a questões de segurança, aparentemente havia um conflito de interesses. Em 2008, um grupo de trabalho do Ministério Federal do Meio Ambiente emitiu uma opinião especializada sobre o monitoramento de usinas nucleares e chegou à conclusão de que havia uma grande proximidade do operador com a TÜV Süd, o que poderia afetar a qualidade e a independência da avaliação das usinas. Após o desastre nuclear de Fukushima, o governo alemão criou novas medidas para eliminar progressivamente o uso da energia nuclear e desligar imediatamente as sete usinas nucleares alemãs mais antigas. Todos os quatro reatores nucleares em construção citados no relatório, incluindo Philippsburg 1 e Isar I foram desativados de imediato.
Em 5 de março de 2013, a revista Frontal21 [de] revelou que, no curso de uma suposta fraude praticada pelo Grupo S&K [de], foram emitidos relatórios com superavaliação de imóveis do grupo. A TÜV Süd alegou que esses relatórios eram apenas internos e não deveriam ter sido usados em reuniões com os clientes da S&K.
Em 2012 e 2013, foi descoberto na Coreia do Sul que desde 2010 estavam sendo falsificados certificados de segurança de componentes de usinas nucleares. A principal empresa responsável pela falsificação era a Kocen, que havia sido adquirida pela TÜV SÜD naquele ano. Uma outra empresa, então contratada para fazer uma auditoria independente, também pertencia ao grupo TÜV SÜD.
Depois do rompimento de uma barragem de rejeitos de minério de ferro em Brumadinho, no Brasil em 25 de janeiro de 2019, que causou a morte de pelo menos 259 pessoas e o desaparecimento de outras onze, as investigações revelaram que a inspeção dessa barragem era de responsabilidade da TÜV Süd desde setembro de 2018, e seus relatórios não apontaram nenhuma irregularidade na obra. Na manhã de 29 de janeiro de 2019, a polícia invadiu o escritório da TÜV Süd em São Paulo e prendeu temporariamente dois técnicos. Em 15 de fevereiro de 2019, os funcionários foram liberados e oito funcionários do grupo de mineração Vale, dona da obra, foram presos para averiguações e revelaram que sofriam pressão pelos funcionários da TÜV. No mês seguinte, onze funcionários da Vale e dois funcionários da TÜV Süd foram presos por suspeitas de que tinham conhecimento da instabilidade da barragem. Em 18 de julho de 2019, a BBC relatou novas evidências de que o desastre poderia ter sido evitado, e acusou a TÜV Süd pelo fato de que tinha conhecimento disso antes da barragem se romper. A principal evidência citada do relatório da BBC era que havia emails da TÜV Süd informando que a barragem não atendia aos requisitos de segurança. Um promotor também foi citado por dizer que a TÜV Süd "não estava cooperando". Em agosto do mesmo ano Axel Stepken [de], CEO da TÜV Süd, anunciou que o grupo deixaria de atuar no negócio de inspeção de segurança de barragens. Em 21 de janeiro de 2020, o Ministério Público de Minas Gerais apresentou denúncia contra as empresas Vale e TÜV Süd. Uma acusação formal de homicídio foi feita contra dezesseis pessoas, incluindo o presidente da Vale, Fabio Schvartsman e cinco funcionários da TÜV Süd, que passaram a responder por homicídio duplamente qualificado pelas 270 vítimas. Em 15 de fevereiro de 2020, o jornal alemão Süddeutsche Zeitung informou que o Ministério Público de Munique estava investigando a TÜV Süd.